# Alchermes
L'alchermes o alkermes (dall’arabo القرمز, al-qirmiz, attraverso lo spagnolo alquermes, che significa cocciniglia e che indica il color cremisi, termine che deriva dalla stessa parola) è un liquore italiano usato per dolci (tipicamente per la zuppa inglese) e preparazioni di vario genere, soprattutto per le creme di pasticceria, nonché della tipica crema reggina.

## Caratteristiche
Di media gradazione alcolica (35%) e di gusto secco, i suoi ingredienti sono: alcol etilico, zucchero, acqua, cannella, chiodi di garofano, cardamomo, acqua di rose, lamponi e un colorante rosso, in origine cocciniglia (E120), attualmente a volte sostituito da sostanze di origine sintetica (E122 - E124 - E132) obbligatoriamente elencate nelle etichette dei prodotti commerciali.
In Italia si utilizza particolarmente per la produzione delle pesche dolci, nella rocciata, nella zuppa inglese, nello zuccotto fiorentino, nella ciaramicola perugina e nel cuore della faldacchea di Turi.

## Storia
Era un liquore molto amato dalla famiglia Medici, infatti in Francia era chiamato "liquore dei Medici".
Dalla versione originale, piuttosto alcolica, sono derivate copie di vario tipo, un po' in tutte le regioni d'Italia, caratterizzate da bassa gradazione alcolica ed un gusto più dolce. 
Anticamente in Sicilia questo liquore, chiamato "Archemisi", veniva utilizzato contro i "vermi da spavento", vale a dire quando, ad esempio, un bambino riceveva un grande spavento da un determinato evento: in tal caso, i nonni si premuravano di dare al bambino un cucchiaio o due di questo liquore (a seconda del grado di spavento) per esorcizzare la paura.